# Olympische Sommerspiele 1988/Kanu
Bei den XXIV. Olympischen Sommerspielen 1988 in Seoul wurden insgesamt zwölf Kanuwettbewerbe, ausschließlich Streckenwettbewerbe, ausgetragen, neun für Männer und drei für Frauen. Zwischen 26. September und 1. Oktober 1988 traten insgesamt 275 Kanuten zu den Wettbewerben an, davon 209 Männer und 64 Frauen.

## Bilanz

### Medaillenspiegel
| Platz | Land               | Gold | Silber | Bronze | Gesamt |
| ----- | ------------------ | ---- | ------ | ------ | ------ |
| 1     | DDR                | 3    | 4      | 2      | 9      |
| 2     | Sowjetunion        | 3    | 3      | –      | 6      |
| 3     | Ungarn             | 2    | 1      | 1      | 4      |
| 4     | Vereinigte Staaten | 2    | –      | –      | 2      |
| 5     | Bulgarien          | 1    | 1      | 3      | 5      |
| 6     | Neuseeland         | 1    | 1      | 1      | 3      |
| 7     | Polen              | –    | 1      | 2      | 3      |
| 8     | Australien         | –    | 1      | 1      | 2      |
| 9     | Frankreich         | –    | –      | 1      | 1      |
| 9     | Niederlande        | –    | –      | 1      | 1      |

### Medaillengewinner
| Konkurrenz             | Gold                                                           | Silber                                                                       | Bronze                                                          |
| ---------------------- | -------------------------------------------------------------- | ---------------------------------------------------------------------------- | --------------------------------------------------------------- |
| Einer-Kajak 500 m      | Zsolt Gyulay                                                   | Andreas Stähle                                                               | Paul MacDonald                                                  |
| Einer-Kajak 1000 m     | Gregory Barton                                                 | Grant Davies                                                                 | André Wohllebe                                                  |
| Zweier-Kajak 500 m     | Neuseeland Ian Ferguson Paul MacDonald                         | Sowjetunion Wiktor Denissow Ihor Nahajew                                     | Ungarn Attila Ábrahám Ferenc Csipes                             |
| Zweier-Kajak 1000 m    | Vereinigte Staaten Gregory Barton Norman Bellingham            | Neuseeland Ian Ferguson Paul MacDonald                                       | Australien Peter Foster Kelvin Graham                           |
| Vierer-Kajak 1000 m    | Ungarn Zsolt Gyulay Ferenc Csipes Sándor Hódosi Attila Ábrahám | Sowjetunion Oleksandr Motusenko Serhij Kirsanow Ihor Nahajew Wiktor Denissow | DDR Kay Bluhm André Wohllebe Hans-Jörg Bliesener Andreas Stähle |
| Einer-Canadier 500 m   | Olaf Heukrodt                                                  | Michał Śliwiński                                                             | Martin Marinow                                                  |
| Einer-Canadier 1000 m  | Ivans Klementjevs                                              | Jörg Schmidt                                                                 | Nikolaj Buchalow                                                |
| Zweier-Canadier 500 m  | Sowjetunion Victor Reneischi Nicolae Juravschi                 | Polen Marek Dopierała Marek Łbik                                             | Frankreich Philippe Renaud Joël Bettin                          |
| Zweier-Canadier 1000 m | Sowjetunion Victor Reneischi Nicolae Juravschi                 | DDR Olaf Heukrodt Ingo Spelly                                                | Polen Marek Dopierała Marek Łbik                                |

| Konkurrenz         | Gold                                                           | Silber                                                  | Bronze                                                                    |
| ------------------ | -------------------------------------------------------------- | ------------------------------------------------------- | ------------------------------------------------------------------------- |
| Einer-Kajak 500 m  | Wanja Geschewa                                                 | Birgit Fischer                                          | Izabela Dylewska                                                          |
| Zweier-Kajak 500 m | DDR Birgit Fischer Anke Nothnagel                              | Bulgarien Wanja Geschewa Diana Palijska                 | Niederlande Annemiek Derckx Annemarie Cox                                 |
| Vierer-Kajak 500 m | DDR Birgit Fischer Anke Nothnagel Ramona Portwich Heike Singer | Ungarn Erika Géczi Erika Mészáros Éva Rakusz Rita Kőbán | Bulgarien Wanja Geschewa Diana Palijska Ognjana Petrowa Borislawa Iwanowa |

## Ergebnisse

### Männer

#### Einer-Kajak500 m
| Platz | Land | Sportler       | Zeit        |
| ----- | ---- | -------------- | ----------- |
| 1     | HUN  | Zsolt Gyulay   | 1:44,82 min |
| 2     | GDR  | Andreas Stähle | 1:46,38 min |
| 3     | NZL  | Paul MacDonald | 1:46,46 min |
| 4     | USA  | Mike Herbert   | 1:46,73 min |
| 5     | SWE  | Karl Sundqvist | 1:46,76 min |
| 6     | TCH  | Attila Szabó   | 1:47,38 min |
| 7     | AUS  | Martin Hunter  | 1:47,66 min |
| 8     | FRG  | Dirk Joestel   | 1:47,91 min |
| 9     | URS  | Wiktor Pussew  | 1:48,83 min |

Finale am 30. September

#### Einer-Kajak 1000 m
| Platz | Land | Sportler         | Zeit        |
| ----- | ---- | ---------------- | ----------- |
| 1     | USA  | Gregory Barton   | 3:55,27 min |
| 2     | AUS  | Grant Davies     | 3:55,28 min |
| 3     | GDR  | André Wohllebe   | 3:55,55 min |
| 4     | URS  | Dmitri Bankowski | 3:56,49 min |
| 5     | SWE  | Gunnar Olsson    | 3:56,84 min |
| 6     | NZL  | Alan Thompson    | 3:56,91 min |
| 7     | TCH  | Attila Szabó     | 3:57,52 min |
| 8     | NOR  | Morten Iversen   | 3:59,18 min |
| 9     | HUN  | Ferenc Csipes    | 4:00,30 min |

Finale am 1. Oktober

#### Zweier-Kajak500 m
| Platz | Land | Sportler                           | Zeit        |
| ----- | ---- | ---------------------------------- | ----------- |
| 1     | NZL  | Ian Ferguson Paul MacDonald        | 1:33,98 min |
| 2     | URS  | Wiktor Denissow Ihor Nahajew       | 1:34,15 min |
| 3     | HUN  | Attila Ábrahám Ferenc Csipes       | 1:34,32 min |
| 4     | FRG  | Reiner Scholl Thomas Pfrang        | 1:34,40 min |
| 5     | ROU  | Daniel Stoian Angelin Velea        | 1:35,96 min |
| 6     | POL  | Maciej Freimut Wojciech Kurpiewski | 1:36,22 min |
| 7     | GDR  | Kay Bluhm André Wohllebe           | 1:36,49 min |
| 8     | USA  | Terry Kent Terry White             | 1:36,62 min |
| 9     | ITA  | Beniamino Bonomi Daniele Scarpa    | 1:37,30 min |

Finale am 30. September

#### Zweier-Kajak 1000 m
| Platz | Land | Sportler                           | Zeit        |
| ----- | ---- | ---------------------------------- | ----------- |
| 1     | USA  | Gregory Barton Norman Bellingham   | 3:32,42 min |
| 2     | NZL  | Ian Ferguson Paul MacDonald        | 3:32,71 min |
| 3     | AUS  | Peter Foster Kelvin Graham         | 3:33,76 min |
| 4     | FRG  | Niels Ellwanger Carsten Lömker     | 3:34,63 min |
| 5     | GDR  | Guido Behling Torsten Krentz       | 3:35,44 min |
| 6     | ROU  | Daniel Stoian Angelin Velea        | 3:35,75 min |
| 7     | SWE  | Anders Ohlsén Hans Olsson          | 3:36,13 min |
| 8     | NOR  | Svein Egil Solvang Harald Amundsen | 3:38,16 min |
| 9     | HUN  | Tibor Helyi András Rajna           | 3:43,43 min |

Finale am 1. Oktober

#### Vierer-Kajak1000 m
| Platz | Land | Sportler                                                                 | Zeit        |
| ----- | ---- | ------------------------------------------------------------------------ | ----------- |
| 1     | HUN  | Zsolt Gyulay Ferenc Csipes Sándor Hódosi Attila Ábrahám                  | 3:00,20 min |
| 2     | URS  | Oleksandr Motusenko Serhij Kirsanow Ihor Nahajew Wiktor Denissow         | 3:01,40 min |
| 3     | GDR  | Kay Bluhm André Wohllebe Hans-Jörg Bliesener Andreas Stähle              | 3:02,37 min |
| 4     | AUS  | Bryan Thomas Steve Wood Grant Kenny Paul Gilmour                         | 3:03,70 min |
| 5     | POL  | Maciej Freimut Wojciech Kurpiewski Grzegorz Krawców Kazimierz Krzyżański | 3:04,73 min |
| 6     | FRG  | Gilbert Schneider Reiner Scholl Dirk Joestel Thomas Reineck              | 3:05,43 min |
| 7     | ITA  | Beniamino Bonomi Daniele Scarpa Alessandro Pieri Francesco Mandragona    | 3:05,97 min |
| 8     | SWE  | Per-Inge Bengtsson Lars-Erik Moberg Karl Sundqvist Bengt Andersson       | 3:06,03 min |
| 9     | FRA  | Didier Vavasseur Christophe Petibout Pierre Lubac Daniel Legras          | 3:08,71 min |

Finale am 1. Oktober

#### Einer-Canadier500 m
| Platz | Land | Sportler         | Zeit        |
| ----- | ---- | ---------------- | ----------- |
| 1     | GDR  | Olaf Heukrodt    | 1:56,52 min |
| 2     | URS  | Michał Śliwiński | 1:57,26 min |
| 3     | BUL  | Martin Marinow   | 1:57,27 min |
| 4     | HUN  | Attila Szabó     | 1:59,87 min |
| 5     | POL  | Jan Pinczura     | 1:59,90 min |
| 6     | ROU  | Aurel Macarencu  | 2:00,98 min |
| 7     | ESP  | Narciso Suárez   | 2:01,33 min |
| 8     | TCH  | Petr Procházka   | 2:01,36 min |
| 9     | GBR  | Eric Jamieson    | 2:02,27 min |

Finale am 30. September

#### Einer-Canadier 1000 m
| Platz | Land | Sportler          | Zeit        |
| ----- | ---- | ----------------- | ----------- |
| 1     | URS  | Ivans Klementjevs | 4:12,78 min |
| 2     | GDR  | Jörg Schmidt      | 4:15,83 min |
| 3     | BUL  | Nikolaj Buchalow  | 4:18,94 min |
| 4     | CAN  | Larry Cain        | 4:20,70 min |
| 5     | ROU  | Aurel Macarencu   | 4:21,72 min |
| 6     | HUN  | Imre Pulai        | 4:21,86 min |
| 7     | TCH  | Peter Páleš       | 4:22,14 min |
| 8     | YUG  | Ivan Šabjan       | 4:24,67 min |
| 9     | GBR  | Eric Jamieson     | 4:39,60 min |

Finale am 1. Oktober

#### Zweier-Canadier500 m
| Platz | Land | Sportler                            | Zeit        |
| ----- | ---- | ----------------------------------- | ----------- |
| 1     | URS  | Victor Reneischi Nicolae Juravschi  | 1:41,77 min |
| 2     | POL  | Marek Dopierała Marek Łbik          | 1:43,61 min |
| 3     | FRA  | Philippe Renaud Joël Bettin         | 1:43,81 min |
| 4     | BUL  | Dejan Bonew Petar Boschilow         | 1:44,32 min |
| 5     | GDR  | Alexander Schuck Thomas Zereske     | 1:44,36 min |
| 6     | HUN  | János Sarusi Kis István Vaskuti     | 1:44,85 min |
| 7     | ROU  | Grigore Obreja Gheorghe Andriev     | 1:45,84 min |
| 8     | DEN  | Christian Frederiksen Arne Nielsson | 1:45,90 min |
| 9     | TCH  | Petr Procházka Alan Lohniský        | 1:51,00 min |

Finale am 30. September

#### Zweier-Canadier 1000 m
| Platz | Land | Sportler                            | Zeit        |
| ----- | ---- | ----------------------------------- | ----------- |
| 1     | URS  | Victor Reneischi Nicolae Juravschi  | 3:48,36 min |
| 2     | GDR  | Olaf Heukrodt Ingo Spelly           | 3:51,44 min |
| 3     | POL  | Marek Dopierała Marek Łbik          | 3:54,33 min |
| 4     | DEN  | Christian Frederiksen Arne Nielsson | 3:54,94 min |
| 5     | FRG  | Hartmut Faust Wolfram Faust         | 3:55,62 min |
| 6     | ROU  | Grigore Obreja Gheorghe Andriev     | 3:56,56 min |
| 7     | HUN  | Gábor Takács Gusztáv Leikep         | 4:04,18 min |
| 8     | FRA  | Pascal Sylvoz Didier Hoyer          | 4:04,75 min |
| 9     | BUL  | Dejan Bonew Petar Boschilow         | 4:11,42 min |

Finale am 1. Oktober

### Frauen

#### Einer-Kajak500 m
| Platz | Land | Sportlerin       | Zeit        |
| ----- | ---- | ---------------- | ----------- |
| 1     | BUL  | Wanja Geschewa   | 1:55,19 min |
| 2     | GDR  | Birgit Fischer   | 1:55,31 min |
| 3     | POL  | Izabela Dylewska | 1:57,38 min |
| 4     | HUN  | Rita Kőbán       | 1:57,58 min |
| 5     | DEN  | Yvonne Knudsen   | 1:58,80 min |
| 6     | USA  | Traci Phillips   | 2:00,81 min |
| 7     | URS  | Galina Sawenko   | 2:00,88 min |
| 8     | SWE  | Agneta Andersson | 2:01,00 min |
| 9     | FRG  | Josefa Idem      | 2:01,80 min |

Finale am 30. September

#### Zweier-Kajak 500 m
| Platz | Land | Sportlerinnen                       | Zeit        |
| ----- | ---- | ----------------------------------- | ----------- |
| 1     | GDR  | Birgit Fischer Anke Nothnagel       | 1:43,46 min |
| 2     | BUL  | Wanja Geschewa Diana Palijska       | 1:44,06 min |
| 3     | NED  | Annemiek Derckx Annemarie Cox       | 1:46,00 min |
| 4     | HUN  | Erika Mészáros Éva Rakusz           | 1:46,58 min |
| 5     | URS  | Irina Salomykowa Irina Chmelewskaja | 1:47,68 min |
| 6     | SWE  | Anna Olsson Agneta Andersson        | 1:48,39 min |
| 7     | USA  | Sheila Conover Cathy Marino         | 1:50,33 min |
| 8     | CAN  | Barbara Olmsted Sheila Taylor       | 1:51,03 min |
| 9     | POL  | Bożena Ksiąźek Jolanta Łukaszewicz  | 1:51,13 min |

Finale am 30. September

#### Vierer-Kajak500 m
| Platz | Land | Sportlerinnen                                                                    | Zeit        |
| ----- | ---- | -------------------------------------------------------------------------------- | ----------- |
| 1     | GDR  | Birgit Fischer Anke Nothnagel Ramona Portwich Heike Singer                       | 1:40,78 min |
| 2     | HUN  | Erika Géczi Erika Mészáros Éva Rakusz Rita Kőbán                                 | 1:41,88 min |
| 3     | BUL  | Wanja Geschewa Diana Palijska Ognjana Petrowa Borislawa Iwanowa                  | 1:42,63 min |
| 4     | URS  | Alexandra Apanowitsch Irina Chmelewskaja Irina Salomykowa Nadeschda Kowalewitsch | 1:44,26 min |
| 5     | FRG  | Andrea Martin Claudia Österheld Josefa Idem Ruth Domgörgen                       | 1:45,62 min |
| 6     | SWE  | Agneta Andersson Anna Olsson Liselotte Ohlson Susanne Wiberg                     | 1:45,67 min |
| 7     | DEN  | Birgitte Froberg Jeanette Knudsen Susanne Sanggaard Petersen Yvonne Knudsen      | 1:47,10 min |
| 8     | POL  | Bożena Ksiąźek Elżbieta Urbańczyk Jolanta Łukaszewicz Katarzyna Weiss            | 1:47,40 min |
| 9     | USA  | Cathy Marino Sheila Conover Shirley Dery Traci Phillips                          | 1:47,94 min |

Finale am 1. Oktober